# NGC 797
NGC 797 је спирална галаксија у сазвежђу Андромеда која се налази на NGC листи објеката дубоког неба.
Деклинација објекта је + 38° 7' 3" а ректасцензија 2h 3m 27,9s. Привидна величина (магнитуда) објекта NGC 797 износи 12,7 а фотографска магнитуда 13,6. NGC 797 је још познат и под ознакама UGC 1541, MCG 6-5-78, CGCG 522-105, VV 428, 5ZW 170, NPM1G +37.0077, PGC 7832.